# Mihailo Radovanović
Mihailo Radovanović (Čačak, 18. prosinca 1992.), srbijanski rukometni vratar. Počeo se baviti rukometom u Mladosti iz Čačka, a od kolovoza 2009. igrač je Partizana. Osvojio je superkup Srbije 2011., te prvenstvo i kup 2012. Nastupao je za srbijansku kadetsku reprezentaciju na EP 2010. i SP 2011., a za juniorsku na EP 2012. Za seniorsku debitirao je na SP 2013.

## Vanjske poveznice
- Profil na stranicama EHF
- Profil na stranicama Partizana